# 賈琰
賈 琰（か えん、? - 977年）は、北宋初期の官僚。字は季華。鎮州獲鹿県の出身。太宗趙光義の即位を助けた参謀として知られる。

## 生涯
後晋の中書舎人・給事中賈緯の子として生まれた。世襲によってまず臨淄・雍丘の主簿を務め、その後、澧州通判に就任した。宋朝が成立すると、入京して趙光義の管轄する開封府の推官となり、後に左賛善大夫の地位を加えられた。参謀として趙光義を助け、太平興国元年（976年）に太祖趙匡胤が崩御して趙光義が即位すると、左正議大夫、枢密直学士に昇進、それからほどなく三司副使にまで出世した。しかし、太平興国2年（977年）に病没した。